# Liu Tingting
Liu Tingting; nascida em 6 de setembro de 2000, é uma ginasta artística chinesa. Ela é mais conhecida por suas conexões inovadoras e rápidas e alto grau de dificuldade na trave de equilíbrio e barras assimétricas. Ela é a campeã mundial na trave em Doha 2018 e a medalhista mundial de prata de 2019. 

## Carreira

### 2016: Estreia
Liu foi nomeada para a lista nominativa da equipe de ginástica artística feminina olímpica chinesa de 5 membros para o Rio de Janeiro, juntamente com os membros da equipe do Campeonato Mundial de Ginástica Artística de 2015, Shang Chunsong, Mao Yi, Fan Yilin e Wang Yan. No entanto, em 18 de julho, foi anunciado que ela havia sofrido uma lesão na mão enquanto treinava as barras assimétricas e seria substituída por Tan Jiaxin, de 19 anos, duas vezes medalhista de prata por equipes mundiais em 2014 e 2015. Liu não competiu pelo restante da temporada.

### 2017
Embora Liu fosse considera uma candidata a uma medalha geral e uma favorita para o título na trave, no início do Campeonato Mundial de Ginástica Artística de 2017 em Montreal, Canadá, uma lesão no tornozelo sofrida durante o treinamento limitou Liu a apenas competir na trave na rodada de qualificação. 

### 2018
Após os Jogos Asiáticos, Liu foi nomeada para o Mundial de 2018. Na rodada de qualificação, a China se classificou em terceiro lugar para a final por equipes, menos de meio ponto atrás da Rússia em segundo e mais de nove pontos atrás dos Estados Unidos em primeiro lugar.
Na final de equipes, Liu teve um erro nas barras assimétricas, mas teve um bom desempenho na trave. A China ganhou a medalha de bronze atrás dos Estados Unidos e da Rússia.
Na final da trave, Liu realizou uma rotina excepcional com saltos de anel fortes e sua série acrobática frontal exclusiva de dobra frontal para levar a medalha de ouro de maneira impressionante.

### 2019
Em 2019, no Campeonato Mundial, Liu levou a medalha de prata na trave atrás apenas da estadunidense Simone Biles.